# Vora
Vora (albanisch auch Vorë) ist ein Ort in Mittelalbanien mit rund 9000 Einwohnern (Volkszählung 2023). Der Ort liegt an der Autobahn (SH2) von Tirana nach Durrës im Westen der Hauptstadt. Vora gehört zur Metropolregion Tirana–Durrës; Industrie und Dienstleistungsbetriebe ziehen sich entlang der Autobahn von Tirana fast durchgehend bis nach Vora. Viele Landbewohner, die in städtische Gebiete umziehen, haben sich in Orten wie Vora oder Kamza angesiedelt. Die Einwanderer bevorzugen aber Orte, die näher bei Tirana liegen, so dass andere Vororte in den letzten Jahren viel größer geworden sind.

Karte der neuen Gemeinde (seit 2015)

Zur Gemeinde gehören diverse Dörfer in der Umgebung. Im Jahr 2015 wurde die Gemeinde (bashkia) mit der östlich angrenzenden Gemeinde Bërxull (9883 Einwohner) und dem nordöstlichen Preza (4727 Einwohner) zusammengelegt. Bërxull, Preza und Vora sind heute Njësitë administrative (Verwaltungseinheiten) in der Bashkia Vora. 
Die Gemeinde hat 21.621 Einwohner (Volkszählung 2023). Das sind 15 % weniger als noch 2011 auf dem Gebiet der Gemeinde gelebt haben (2011: 25.511 Einwohner). Im Ort Vora lebten 2011 noch 10.901 Einwohner.
In Preza befindet sich eine Burg aus dem 15. Jahrhundert. Im Nordosten grenzt das Gemeindegebiet an den Flughafen Tirana.
Vora ist auch ein wichtiger Verkehrsknotenpunkt in Mittelalbanien. Er liegt mitten in der langgezogenen Hügelkette Kodra e Gjatë, die die Ebene von Tirana von den Ebenen im Westen entlang des Erzen und rund um Durrës trennt. Vora liegt in einem Durchgang von nicht einmal 60 m Höhe, der sich durch die Hügelkette windet. Hier passieren die Eisenbahn (Durrës–Tirana), Autobahn, Landstraße, Hochspannungsleitung und früher auch ein Bewässerungskanal den Hügelzug. Die von Durrës kommenden Straße und die Gleise der albanischen Eisenbahn Hekurudha Shqiptare teilen sich in Vora in einen nördlichen Strang, der über Fushë-Kruja nach Nordalbanien führt (vgl. Bahnstrecke Vora–Shkodra), sowie in einen ins östlich gelegene Tirana führenden Strang. Als noch Eisenbahnzüge von Tirana nach Shkodra fuhren, mussten sie im Bahnhof von Vora die Lokomotive wechseln, um die Reise in die andere Richtung fortsetzen zu können.

## Explosionskatastrophe von Gërdec
Zum Gemeindegebiet von Vora zählt das kleine Dorf Gërdec. Im Munitionslager der albanischen Armee in diesem Ort ist es am 15. März 2008 zu einem Zwischenfall gekommen, der eine Reihe zahlreicher schwerer Explosionen auslöste. Als Folge der während Stunden andauernden Explosionen verloren 26 Personen ihr Leben, mehrere Hundert wurden verletzt, mehrere Hundert Gebäude in Gërdec und zwei weiteren Dörfern wurden komplett zerstört und 1500 Gebäude wurden beschädigt.